# Samsung Galaxy S10
Das Samsung Galaxy S10, das Samsung Galaxy S10+ und das Samsung Galaxy S10e sind Smartphones der Galaxy-Reihe des südkoreanischen Elektronikkonzerns Samsung Electronics. Die Smartphones wurden im Rahmen des Samsung-Unpacked-Events am 20. Februar 2019 im Bill Graham Civic Auditorium in San Francisco vorgestellt. Der offizielle Verkaufsstart in Deutschland war der 8. März 2019. Es gibt auch ein Modell mit einem 5G-fähigen Modem mit der Bezeichnung Samsung Galaxy S10 5G.

## Design
Das Galaxy S10 ist in Deutschland in den Farben Prism black (Schwarz), Prism white (Weiß), Prism green (Grün), Prism blue (Blau) und Prism silver (Silber) erhältlich. Das Galaxy S10e wird auch in Canary Yellow angeboten, beim S10+ sind auch die Farben Ceramic black (Schwarz) und Ceramic white (Weiß) verfügbar, das S10 5G gibt es in der Farbe Majestic black (Schwarz). Außerhalb von Deutschland werden auch noch die Farben Cardinal red (Rot) und Flamingo pink (Pink) angeboten.
Auf der Rückseite des Galaxy S10 ist der Kamerabalken nicht wie oftmals vertikal, sondern horizontal angebracht. Dieser besitzt je nach Variante zwischen zwei und vier Objektive. Auf der Vorderseite verzichtet Samsung auf eine Notch, stattdessen befindet sich die Frontkamera in einem Punch-hole, einem ins Display gestanztem Loch für die Kamera. Diese Lösung verbraucht gegenüber einer Notch oder einem Raindrop den wenigsten Platz. Die Rückseite ist aus Glas gefertigt, beim Galaxy S10+ ist diese auch in Keramik erhältlich, induktives Laden ist bei allen Modellen möglich. Der Rahmen besteht aus Metall.
Alle Modelle sind zudem IP-68 zertifiziert und somit gegen das Eindringen von Staub und Wasser geschützt. Die Geräte können somit in Süßwasser eine Tiefe von 1,5 Metern bis zu 30 Minuten lang überstehen.

## Technische Daten
Das Samsung Galaxy S10 wird standardmäßig mit Android 9 ausgeliefert. Es bekommt Updates auf Android 10, 11 sowie 12.
Die Geräte haben im Vergleich zu den Vorgängermodellen einen im Display integrierten Fingerabdrucksensor (nicht das S10e), eine Aussparung für die Kamera im Display sowie eine Weitwinkel- und eine Ultraweitwinkelkamera als Hauptkamera. Das S10 und das S10+ besitzen als dritte Kamera auf der Rückseite ein 12 Megapixel Teleobjektiv mit 2-fach optischem Zoom. Das S10+ besitzt zudem noch eine zweite Frontkamera mit 8 Megapixel. Auch die Displaytechnologie ist neu – so wird ein Dynamic-AMOLED-Display verwendet, das die Augen schonen soll.
Es ist mit den Telefonen erstmals möglich, gewisse andere Geräte, die unterstützt werden, aufzuladen. Auch Wi-Fi 6 findet in den Telefonen Verwendung, für den Mobilfunk ist das Gerät auf LTE mit Geschwindigkeiten von bis zu 2,0 Gigabit pro Sekunde beschränkt.
Wie bei den Vorgängern ist der standardmäßig eingestellte Sprachassistent Bixby wieder mit einer eigenen Taste vertreten, diese lässt sich aber ab dieser Generation frei belegen.
Bei der Variante S10+ kommen zwei unterschiedliche Chips zum Einsatz: Während der Snapdragon-Chip von Qualcomm nur in den für China, Japan, Kanada, Lateinamerika und die Vereinigten Staaten vorgesehenen Geräten verbaut wird, findet sich der Exynos-Chip von Samsung in den Geräten für die übrigen Märkte, so auch in der Europäischen Union, um die erwartete weltweite Nachfrage nach den Telefonen decken zu können. Die Verwendung des Exynos-Chips wurde von Technologieexperten kritisiert, da dies zu spürbaren Akkulaufzeit- und Leistungseinbußen führt.

## Sonstiges

### Modell-Varianten
Es werden folgende Modelle angeboten:
- Samsung Galaxy S10e (SM-G970)
- Samsung Galaxy S10 (SM-G973)
- Samsung Galaxy S10 Plus (SM-G975)
- Samsung Galaxy S10 5G (SM-G977)
- Samsung Galaxy S10 Lite (SN-G770)

### Herstellungskosten
Laut der Website techinsights betragen die Kosten der einzelnen Bauteile und die Fertigung des Galaxy S10+ geschätzt 420 Dollar (370 Euro).